# Scheti Scharghy

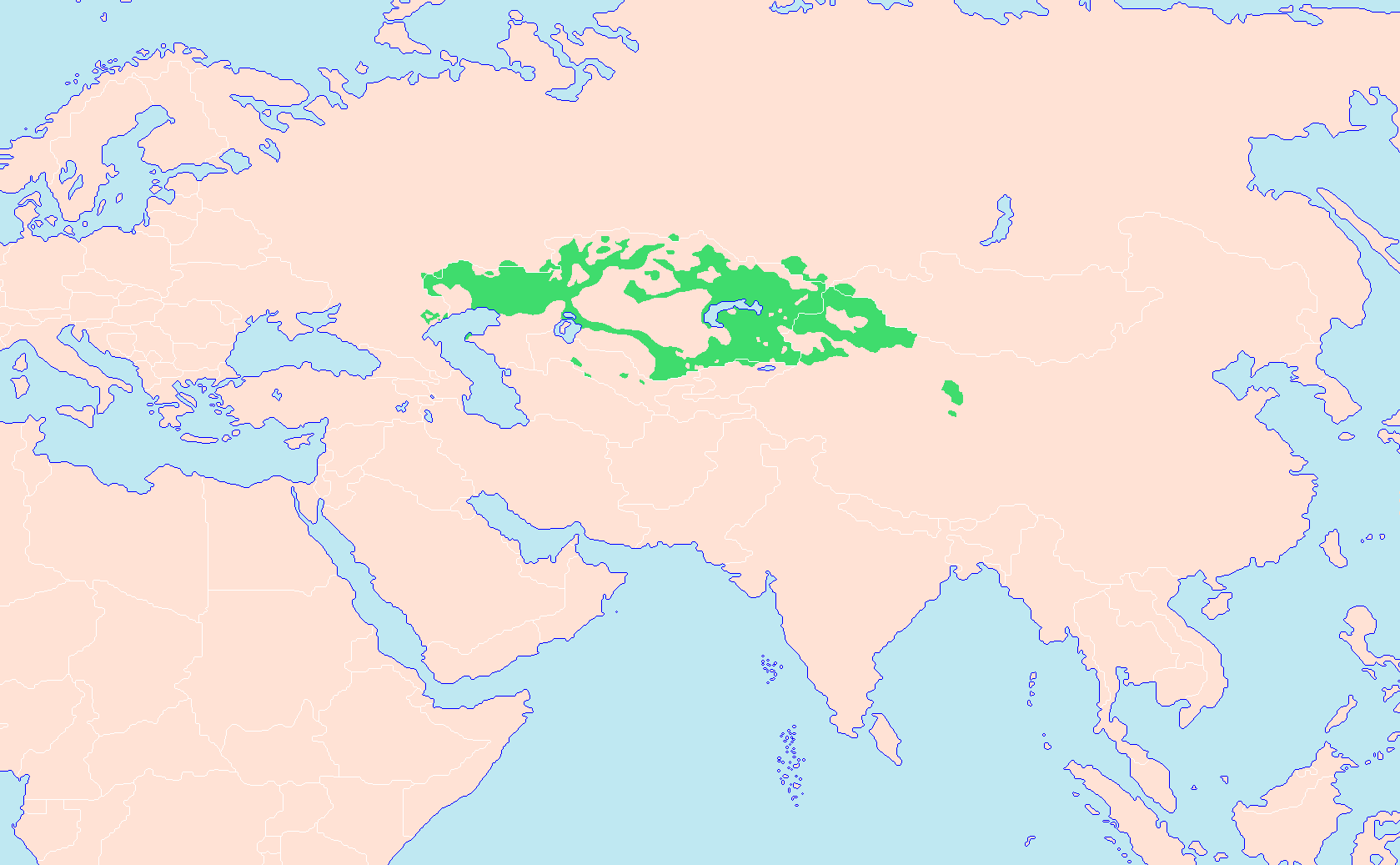
Ungefähres Siedlungsgebiet der Kasachen

Scheti Scharghy (kasachisch Жеті жарғы, auch als Zheti Zhargy transkribiert) ist ein zentralasiatisch-kasachischer Rechtskodex aus dem frühen 18. Jahrhundert. Darin wurden von Tauke Khan, dem Khan der Kasachen (Kasachen-Khanat), das kasachische traditionelle Gewohnheitsrecht (adat) und das islamische Recht kombiniert, um einen Kodex zu bilden. Die Sammlung ist in sieben Teile untergliedert.

„Tauke war der letzte Herrscher des kasachischen Einheitsstaates, ein bedeutender Soldat, Administrator und Gesetzgeber, dessen Kodex (Dschety Zhargy) dem nomadischen Gewohnheitsrecht (adat) die Kraft des geschriebenen Gesetzes verlieh.“